# 富士村彩花
富士村 彩花（ふじむら あやか、1988年8月11日 - ）は、日本のモデル、女優。プレステージ所属。

## 来歴・人物
北海道出身。吉祥女子中学校・高等学校、慶應義塾大学環境情報学部卒業。2009年からフジテレビアナウンススクール、2011年から2013年まではテレビ朝日アスクに在籍し、2010年1月には日本テレビ学生レポーターとしても活動。
2013年にスカウトされモデルデビュー。モデル、舞台女優として活躍。
2015年には舞台版「てーきゅう」に出演。西新井大師西役で注目を浴びた。
2016年は劇団アルファーの客演として全国で巡業公演を行う。。
趣味は釣り。
2018年1月30日、前事務所であるウィンドーに対し契約関係終了の確認とウェブサイトからの削除を訴え、東京地方裁判所が全てについて認容決定した。9月からは富士村彩花と改名。プレステージ所属となる。
2019年にはグラビアアイドルではないのに、グラビアが好評な“セクシー過ぎる女性”のひとりとして麻雀の高宮まり、アナウンサーの脊山麻理子らとともに名前が挙げられている。
2020年11月、翌年1月開催の「釣りフェスティバル 2021」における第12代アングラーズアイドルにノミネート。

## 出演

### テレビ
- The Unseen Dream (ジ・アンシーン・ドリーム)（2013年10月6日 - 2014年3月、tvk） - ナレーション（相馬遥名義）
- 水曜ミステリー　逆転弁護士ヤブハラII（2015年10月7日、テレビ東京）
- モデルプレスNEWS (2016年2月26日、モデルTV) - ゲスト
- ザ・フォークソング 〜出張ゼミナール〜（2016年3月6日、NHK BSプレミアム） - アシスタント
- 日曜プライムドラマ「私刑人〜正義の証明」(2020年2月9日、テレビ朝日）- 司会者 役

### 映画
- TokyoLoss「0.1%の可能性」（2016年、田中壱征監督） - セクシー店長吉川 役

### 舞台
- 奥様はキツネ？（2014年4月11日） - 女医 役
- 櫻の國の傳説（2015年4月1 - 5日） - ヒロイン 三沢千春 役
- 喜劇らいぶ「曾我廼家の喜劇」（2015年6月14日、アミューズミュージアム）
- 舞台版 てーきゅう 〜先輩とめぐりあう時間たち〜（2015年7月29日 - 8月2日、日本芸術専門学校大森校劇場） - 西新井大師西 役
- -2011・3・11-　ふるさとは今もかわらず（2016年3月31日 - 4月3日） - ヒロイン 長浜美咲 役
- 劇団アルファー学校巡業公演『爺さんの空』（2016年6月 - 10月） - ヒロイン 橘朱里、橘ゆきえ 役
- なにわ役者祭(2016年8月4日 - 7日、下北沢駅前劇場)
- 仰げば尊し/平成竹取物語（2016年8月27日、28日、銀座博品館劇場）
- ゴールデンアックス（2018年12月19日 - 24日、築地本願寺ブディストホール） - ハイネケン准将 役

### CM
- アサヒフードアンドヘルスケア『ミンティア 20周年記念　WEB限定スペシャルムービー』(2016年3月 - 1年間)
- ジャパネットたかた『ジャパネットチャレンジデー 4KTV』
- 英会話AEON
- hoyu
- 花王「ロリエ デオプラス」
- 小林製薬「ガスレス」
- サンファーマ

### 広告
- ノーリツ『マルチグリル』Web広告

### ゲーム
- 軍神召喚†アークナイツ（中玩商事、2015年12月9日配信開始）[2]

### ラジオ
- 金パラ〜長江健次のDARADAラジオ（FM世田谷、2015年6月12日）[2]

## 書籍

### 雑誌
- 『特選街』2014年6月号[2](特選街出版)
- 『PEAKS』2014年11月号[2](枻出版)
- 『実話BUNKA超タブー』vol.14[10]（コアマガジン ）
- 『冤罪File』2019年7月号- 表紙

### 連載
- 富士村彩花のあやかりフィッシング（2020年10月16日 - 、スポーツニッポン連載）[11]

## 作品

### イメージビデオ
- 「もっと、あかりを」（竹書房、2016年06月24日）- 咲田朱里名義[12]